# Pentacon

Pentacon est le nom d'un fabricant autrefois important d'appareils photographiques établi à Dresde, en République démocratique allemande. La marque était le fruit du regroupement de plusieurs fabricants de la ville parmi lesquels Zeiss Ikon VEB, VEB Kamerawerke Freital (Welta), KW, Ernemann, Certo, Altissa.
Pentacon est surtout connu pour avoir produit les appareils photo reflex de la série Praktica ainsi que le moyen format Pentacon SIX, le Pentacon Super et divers appareils de la série Contax, Exa, Altix et Penti (demi-format). 
Aujourd'hui, Pentacon est une filiale de Schneider Kreuznach et fabrique des appareils photographiques numériques sous la marque Praktica, des scanners et des instruments de mesure optique.

## Histoire
Le nom Pentacon provient de la contraction des mots « pentaprisme », de l'appareil photo reflex mis au point pour la première fois à Dresde, et de « Contax Zeiss Ikon ». 
En 1959, plusieurs fabricants de Dresde, parmi eux VEB Kamerawerke Freital, ont été réunis pour créer Volkseigener Betrieb Kamera & Kinowerke Dresde, qui a été rebaptisé, en 1964, VEB Pentacon Dresden. En 1968, le fabricant d'objectifs VEB Feinoptisches Werk Görlitz a été intégré dans la VEB Pentacon, puis en 1969, c'est au tour d'Ihagee (Exakta et Exa) de rejoindre le combinat.
Depuis 1990 et la réunification allemande, Pentacon GmbH appartient à la société Jos. Schneider Optische Werke GmbH, installée à Bad Kreuznach, dont le nom est souvent abrégé en Schneider Kreuznach. 
En octobre 1990, la Treuhand (organisme ouest-allemand chargé de la privatisation des biens de l'ex-République démocratique allemande) décide de fermer l'usine de Dresde et de renvoyer ses 5 700 employés. 
Une partie de l'ancienne société Pentacon s'est tournée à nouveau vers la haute technologie et appartient aujourd'hui à Kamera Werk Dresden, qui produit des appareils panoramiques de la marque NOBLEX et des appareils à usage industriel de la marque LOGLUX.